# Ophelina helgolandiae
Ophelina helgolandiae är en ringmaskart som beskrevs av Augener 1912. Ophelina helgolandiae ingår i släktet Ophelina och familjen Opheliidae. Inga underarter finns listade i Catalogue of Life.